# Río Cega
Río Cega är ett vattendrag i Spanien. Det ligger i den centrala delen av landet, 150 km nordväst om huvudstaden Madrid.